# Ernesto Mascheroni
Ernesto Mascheroni (ur. 21 listopada 1907 w Montevideo, zm. 3 lipca 1984), urugwajski piłkarz, obrońca. Mistrz świata z roku 1930.
W reprezentacji Urugwaju w latach 1930–1939 rozegrał 12 spotkań. Podczas MŚ 30 zagrał w trzech meczach Urugwaju (po pierwszym spotkaniu zastąpił w składzie Domingo Tejerę). Był wówczas piłkarzem Olimpii Montevideo. Po turnieju został piłkarzem CA Peñarol. W 1934 krótko był graczem argentyńskiego Independiente. W tym samym roku wyjechał do Europy i przez dwa sezony występował w Ambrosianie (Interze) rozgrywając 53 mecze (trzy bramki). Podczas pobytu we Włoszech dwukrotnie zagrał w tamtejszej reprezentacji. Po powrocie do ojczyzny ponownie bronił barw Peñarolu (1936–1940).